# Veckans brott
Veckans brott var ett svenskt kriminalprogram som sändes åren 2010-2021 med Camilla Kvartoft som programledare. Programmet tog upp gamla brottsfall, så kallade kalla fall (ouppklarade brott), såväl som nya kriminalfall. Kommentator/bisittare samt kriminalexpert var fram till 2018 Leif G W Persson. Då Persson under 2018 lämnade SVT och programmen  Veckans Brott, GW:s mord och Brottsjournalen för annan kanal ersattes han av Johanna Björkman, advokat, DNA-expert och författare; John Franco, polis samt Christoffer Carlsson, författare och kriminolog. Veckans brott vann Kristallen 2011 i kategorin "Årets fakta- och aktualitetsprogram". 
Programmet sändes varje höst och vår från 19 oktober 2010 till och med 2021. Enligt tidningen Metro var framtiden för Perssons medverkan i programmet osäker efter säsong åtta. I samma artikel berättades det att man spelade in varje avsnitt på förmiddagen samma dag som det sedan skulle sändas. Persson utgick inte från något manus.
Den 2 maj 2024 meddelade SVT att Camilla Kvartoft och GW Persson kommer att leda ett nytt samhällsprogram till hösten kallat Veckan, med fokus på lag och ordning.

## Spinn-off
Sommaren 2011 gjordes en sommarspecialsäsong som gick under namnet Sommarmord. I dessa avsnitt var Leif G.W. Persson programledare och programmet handlade om olösta svenska mord. Sommaren 2012 gjordes även då en sommarspecial som gick under namnet Engelska mord. Även då var Persson programledare och reste runt i England och berättade engelska mordhistorier.

## Programupplägg
Upplägget för varje program var att man hade ett så kallat huvudfall som programmet handlade mer om. Detta kunde vara både ett uppklarat men också ett icke uppklarat fall som då fördjupades. Därefter tillkom andra inslag som historiska inslag, reportage och studiointervjuer. I varje program kunde tittarna ställa frågor till experterna via programmets hemsida.
Nedan följer huvudfall och historiska fall för varje säsong.

### Säsong 1
Sändes i SVT1 mellan 19 oktober och 21 december 2010.
| Nr | Sändningsdatum | Huvudfall/ämne                    | Historiskt inslag                          | Tittarsiffror |
| -- | -------------- | --------------------------------- | ------------------------------------------ | ------------- |
| 1  | 19 oktober     | Dubbelmordet i Linköping 2004     | Träskmorden 1966                           | 1 036 000     |
| 2  | 26 oktober     | Styckmordet på Björn Habolin 2005 | Handenmorden 1967                          | 891 000       |
| 3  | 2 november     | Dubbelmordet i Brattås 2005       | Tingshusmorden 1971                        | 948 000       |
| 4  | 9 november     | Mordet i Skärholmen 2002          | Bränderna i Börstig 1963-65                | 1 019 000     |
| 5  | 16 november    | Mordet på Dennis D'Agostino 2000  | Ambassadockupationen i Stockholm 1975      | 838 000       |
| 6  | 23 november    | Om polischefen Göran Lindberg     | Flickmördaren 1958-63                      | 915 000       |
| 7  | 30 november    | Mordet i porslinsaffären          | Grodmansrånet i Göteborg 1965              | 966 000       |
| 8  | 7 december     | Hotellmordet i Visby 1996         | Massrymningen från Kumla 1972              | 954 000       |
| 9  | 14 december    | Mordet i Hammarbyhamnen 1994/95   | Gisslandramat i Örebro 1971                | 861 000       |
| 10 | 21 december    | Mordet på Anders Hagberg 2007     | Postrånet på Döbelnsgatan i Stockholm 1979 | 636 000       |

### Säsong 2
Sändes i SVT1 mellan 25 januari och 12 april 2011.
| Nr | Sändningsdatum | Huvudfall/ämne                             | Historiskt inslag                           | Tittarsiffror |
| -- | -------------- | ------------------------------------------ | ------------------------------------------- | ------------- |
| 1  | 25 januari     | Försvunna Helena Andersson, Mariestad 1992 | Kloroform-mordet i Hökarängen 1965          | 729 000       |
| 2  | 1 februari     | Mordet på Mari Larsson 2004                | Beskjutningen av Jugoslaviens ambassad 1971 | 758 000       |
| 3  | 8 februari     | Mordet på Lars-Åke Örn 2007                | Flygkapningen på Bulltofta 1972             | 850 000       |
| 4  | 15 februari    | Mordet på Pernilla Theorin 2006            | Åmselemorden 1988                           | 840 000       |
| 5  | 22 februari    | Palmemordet                                | -                                           | 1 097 000     |
| 6  | 1 mars         | Mordet på KTH-studenten 1996               | Morden på Malmö Östra Sjukhus               | 975 000       |
| 7  | 8 mars         | Om vittnen som hotas                       | Arsenikmorden 1845                          | 862 000       |
| 8  | 15 mars        | Mordet Solveig Hertzberg 2006              | Sommarmordet 1969                           | 851 000       |
| 9  | 22 mars        | Mordet på Catrine da Costa 1984            | -                                           | 967 000       |
| 10 | 29 mars        | Mordet på Torbjörn "Tobbe" Andersson 1999  | Koffertmordet 1965                          | 902 000       |
| 11 | 5 april        | Mordet på Maria Andersson 1995             | Pingstaftonsmordet i Växjö 1964             | 832 000       |
| 12 | 12 april       | Mordet på Inger Stark 1990                 | Mordet på Ulla Persson 1961                 | 858 000       |

### Säsong 3
Sändes i SVT1 mellan 1 november och 20 december 2011.
| Nr | Sändningsdatum | Huvudfall/ämne                                      | Historiskt inslag                       | Tittarsiffror |
| -- | -------------- | --------------------------------------------------- | --------------------------------------- | ------------- |
| 1  | 1 november     | Mordet på Marina Johansson 2010                     | Lenamordet 1972                         | 1 007 000     |
| 2  | 8 november     | Fotbollssupportrar                                  | Mordet på Maj Karlsson i Marstrand 1961 | 937 000       |
| 3  | 15 november    | Mordet på Susann Sallinen 2010                      | Alfred Ander                            | 779 000       |
| 4  | 22 november    | Knutbydramat                                        | Bankrånet på Kammakargatan 1975         | 1 035 000     |
| 5  | 29 november    | Dubbelmord på Irene Saldert och Sölve Svensson 2007 | von Sydowska morden                     | 1 078 000     |
| 6  | 6 december     | Självmordsattacken i Stockholm                      | Stig Wennerström                        | 985 000       |
| 7  | 13 december    | Mordet på Jessica Torstensson 1992                  | Norrmalmstorgsdramat                    | 1 116 000     |
| 8  | 20 december    | Mordet på Andreas Oscarsson 2009                    | -                                       | 991 000       |

### Säsong 4
Sändes i SVT1 mellan 17 januari och 20 mars 2012.
| Nr | Sändningsdatum | Huvudfall/ämne                      | Historiskt inslag                  | Tittarsiffror |
| -- | -------------- | ----------------------------------- | ---------------------------------- | ------------- |
| 1  | 17 januari     | De mest kända brotten 2011          | -                                  | 920 000       |
| 2  | 24 januari     | Mordet på Osman Kizil 2011          | Kakelugnsmordet 1962               | 1 069 000     |
| 3  | 31 januari     | Hedersbrott                         | Flyborgska smällen 1926            | 1 109 000     |
| 4  | 7 februari     | Mordet på Ararad Wartanian 2010     | Kröcher-affären                    | 1 253 000     |
| 5  | 14 februari    | Polismordet på Leif Widengren 1992  | Polismordet på Ragnar Sandahl 1966 | 1 120 000     |
| 6  | 21 februari    | Konstkuppen mot Nationalmuseum 2000 | Mordet på Louise Mårstad 1975      | 1 286 000     |
| 7  | 28 februari    | Palmemordet                         | Hammarbymordet 1913                | 1 230 000     |
| 8  | 6 mars         | Kannibalmordet i Gävle 2005         | Vampyrmordet 1932                  | 1 148 000     |
| 9  | 13 mars        | Mordet på Malin Lindström           | Koffertmordet i Bagarmossen 1954   | 1 056 000     |
| 10 | 20 mars        | Polis på film                       | Mordet på Kerstin Blom 1955        | 1 022 000     |

### Säsong 5
Sändes i SVT1 mellan 16 oktober och 18 december 2012.
| Nr | Sändningsdatum | Huvudfall/ämne                              | Historiskt inslag               | Tittarsiffror |
| -- | -------------- | ------------------------------------------- | ------------------------------- | ------------- |
| 1  | 16 oktober     | Mordet på Yenon Levi                        | Bildsköne Bengtsson             | 744 000       |
| 2  | 23 oktober     | Kvinnomord och kvinnovåld                   | Hurvamorden                     | 866 000       |
| 3  | 30 oktober     | Mordet på Jerry Eriksson 2012               | Jane Horney                     | 952 000       |
| 4  | 6 november     | Arbogamorden 2008                           | Bordellhärvan                   | 1 059 000     |
| 5  | 13 november    | Kriminaljournalistik och bankrån            | -                               | 1 076 000     |
| 6  | 20 november    | Mordet på Julia Oltenau 1998                | Nazistaffären 1965              | 1 003 000     |
| 7  | 27 november    | Drunkningsfallet i Stockholms skärgård 2006 | Stureplansmorden                | 1 097 000     |
| 8  | 4 december     | Mordet på Marco Rönngård 2011               | Mordet på Anna Lindh            | 1 025 000     |
| 9  | 11 december    | Mordet på Stefan Karlsson 2010              | Revolver-Harry                  | 1 119 000     |
| 10 | 18 december    | Mordet på Kaj Möller 1977                   | Diplomatmordet i Stockholm 1947 | 835 000       |

### Säsong 6
Sändes i SVT1 mellan 15 januari och 19 mars 2013.
| Nr | Sändningsdatum | Huvudfall/ämne                                                       | Historiskt inslag                     | Tittarsiffror |
| -- | -------------- | -------------------------------------------------------------------- | ------------------------------------- | ------------- |
| 1  | 15 januari     | Gryningspyromanen                                                    | Taximordet i Stockholm 1960           | 1 131 000     |
| 2  | 22 januari     | Nätpedofili                                                          | Sveriges första kvinnliga rättsläkare | 1 155 000     |
| 3  | 29 januari     | Mordet på Ulrica Åkesson 2001                                        | Mattias Flink                         | 1 222 000     |
| 4  | 5 februari     | Värdetransportrånet vid Finska Banken 2007                           | Nedskjutna DC 3:an                    | 1 245 000     |
| 5  | 12 februari    | Dubbelmordet i Högdalen 2007                                         | Salaligan                             | 1 127 000     |
| 6  | 19 februari    | Mordet på Charles Limerius 2012 & Försvinnandet av Yasmin Sassi 2007 | John Ingvar Lövgren                   | 1 339 000     |
| 7  | 26 februari    | Palmemordet                                                          | -                                     | 1 269 000     |
| 8  | 5 mars         | Mordet på Kurt Hellström 1992                                        | Övergången från rödljus till blåljus  | 1 187 000     |
| 9  | 12 mars        | Mordet på Niklas Elmberg 1991                                        | Sagerska målet                        | 1 187 000     |
| 10 | 19 mars        | Fängelserymningarna 2004                                             | Mordet på Gustav III                  | 1 214 000     |

### Säsong 7
Sändes i SVT1 mellan 8 oktober och 17 december 2013.
| Nr | Sändningsdatum | Huvudfall/ämne                                                   | Historiskt inslag                                   | Tittarsiffror |
| -- | -------------- | ---------------------------------------------------------------- | --------------------------------------------------- | ------------- |
| 1  | 8 oktober      | Mordgåtan på Agneta Westlund 2008                                | Stora tågrånet                                      | 1 109 000     |
| 2  | 15 oktober     | Mordet på Marie Johansson 2005                                   | Taximordet i Nacka 1925                             | 613 000       |
| 3  | 22 oktober     | Mordet på Ardiwan Samir 2012                                     | OS-bombaren                                         | 1 013 000     |
| 4  | 29 oktober     | Dubbelmordet i Långared 2011                                     | Brottsplatser i Stockholm                           | 965 000       |
| 5  | 5 november     | Mordet på Daniel Sotomayor 2012                                  | Knivdramat i Fruängen 1982                          | 1 086 000     |
| 6  | 12 november    | Dubbelmordet i Ljungsbro 2013                                    | -                                                   | 1 150 000     |
| 7  | 19 november    | Dubbelmordet på Öland 2012                                       | Mordet på John F. Kennedy                           | 633 000       |
| 8  | 26 november    | Perrongmordet i Umeå 2013                                        | -                                                   | 1 167 000     |
| -  | 26 november    | Special med dokumentären Kvinnan bakom Thomas Quick              | Special med dokumentären Kvinnan bakom Thomas Quick | 1 007 000     |
| 9  | 3 december     | Polisen och pressen                                              | Skomakarligan                                       | 1 166 000     |
| 10 | 17 december    | Nordkoreaner och en älgsnarning med internationella konsekvenser | Mordet på taxichauffören Dusanka Petrén 1991        | 1 083 000     |

### Säsong 8
Sändes i SVT1 mellan 14 januari och 11 mars 2014.
| Nr | Sändningsdatum | Huvudfall/ämne                           | Historiskt inslag                                                     | Tittarsiffror |
| -- | -------------- | ---------------------------------------- | --------------------------------------------------------------------- | ------------- |
| 1  | 14 januari     | Knutbydramat                             | Polismordet på Ragnar Nilsson 1965                                    | 1 278 000     |
| 2  | 21 januari     | Mordet på Josef Ben Meddour 1997         | Mörnerska mordet 1891                                                 | 1 196 000     |
| 3  | 28 januari     | Mordet på Leif Klatzkow 2013             | -                                                                     | 1 237 000     |
| 4  | 4 februari     | Mordet på Jan Kjellgren 1988             | Skäggen i tv: Den vänliga polisen                                     | 1 248 000     |
| 5  | 11 februari    | Mordet på Vatchareeya Bangsuan 2013      | Anstalten Hinseberg 1973                                              | 1 238 000     |
| 6  | 18 februari    | Dubbelmordet i Ljungsbro                 | OS-attentat                                                           | 1 118 000     |
| 7  | 25 februari    | Säkerhetspolisen fyller 100 år           | Fallet Olle Möller                                                    | 1 135 000     |
| 8  | 4 mars         | Mordförsöket på Obidkhon Sobitkhony 2012 | Mordet på Ingrid Nyström 1959                                         | 1 208 000     |
| 9  | 11 mars        | Miljonbrotten                            | Dubbelmordet på ärkehertig Franz Ferdinand och hans hustru i Sarajevo | 1 051 000     |

### Säsong 9
Sändes i SVT1 mellan 14 oktober och 16 december 2014.
| Nr | Sändningsdatum | Huvudfall/ämne                                                                                | Historiskt inslag                                   | Tittarsiffror |
| -- | -------------- | --------------------------------------------------------------------------------------------- | --------------------------------------------------- | ------------- |
| 1  | 14 oktober     | Mordet i Albano, Stockholm i mars 2014 och dubbelmordet i Axelsberg, Stockholm i augusti 2014 | Bankrånen i Göteborg 1960                           | 1 258 000     |
| 2  | 21 oktober     | Mordet på Karin Söderling 1997                                                                | Seriemördaren Jack Uppskäraren                      | 1 270 000     |
| 3  | 28 oktober     | Mordet på Jasmina Jasharaj 1997                                                               | Mordet på Alf Sigberg 1968                          | 1 045 000     |
| 4  | 4 november     | Dubbelmordet i Ljungsbro 2013                                                                 | De döda berättar med rättsläkaren Sven-Olof Lidholm | 1 088 000     |
| 5  | 11 november    | Mordet på Mario Dekarmanji 2000                                                               | Ordningspolisen i Stockholm 1980                    | 1 193 000     |
| 6  | 18 november    | Mordet på Susann Sallinen 2010/Mordet på Mille Markovic 2014                                  | Carl Persson rikspolischef 1964-1978                | 1 008 000     |
| 7  | 25 november    | Mordet på Johan Asplund 1980                                                                  | Yngsjömordet                                        | 1 008 000     |
| 8  | 2 december     | Karl-Axel 84-år rånad på plånbok                                                              | Skotten i jämtländska Krokom 1971                   | 1 021 000     |
| 9  | 9 december     | Styckmordet i Askersund 2014                                                                  | Inez "Iskalla Inez" Magnusson                       | 961 000       |
| 10 | 16 december    | Mordet på Göran Lundblad 2012                                                                 | Giftprästen i Sillbodal                             | 959 000       |

### Säsong 10
Sändes i SVT1 mellan 13 januari och 31 mars 2015.
| Nr | Sändningsdatum | Huvudfall/ämne                                             | Historiskt inslag                             | Tittarsiffror |
| -- | -------------- | ---------------------------------------------------------- | --------------------------------------------- | ------------- |
| 1  | 13 januari     | Attentatet mot Charlie Hebdo                               | Mordet på John Hron 1995                      | 890 000       |
| 2  | 20 januari     | Mordet på Fermin Cerdrez 1992 och besök hos cannabisodlare | Mordet på Ann Wollbrant 1974                  | 1 118 000     |
| 3  | 27 januari     | Mordförsöket 27-åriga "Sofia" i Hovsjö 2013                | Granhammarsmannen                             | 1 068 000     |
| 4  | 10 februari    | Fallet Angelica                                            | Carl-Eric Björkegrens försvinnande 1994       | 1 261 000     |
| 5  | 17 februari    | Sexträffen som ledde till mord 2013                        | Lars-Inge Svartenbrandt                       | 1 141 000     |
| 6  | 24 februari    | Palmemordet                                                | -                                             | 1 181 000     |
| 7  | 3 mars         | Polisens arbete vid VM i skidsport i Falun 2015            | Brottsplatsfotografering                      | 1 130 000     |
| 8  | 10 mars        | Mordet på Susann Sallinen 2010                             | Joy Rahman                                    | 1 209 000     |
| 9  | 17 mars        | Styckmordet i Gävle 2014                                   | Kidnappningen i Gävle hösten 1963             | 1 113 000     |
| 10 | 24 mars        | Dödsskjutningen i Göteborg 2015                            | Attentatet mot Norrskensflamman               | 1 088 000     |
| 11 | 31 mars        | Knivmordet på 52-årige Fred Karlsson                       | Grodmansrånet i Göteborg 1965                 | 1 060 000     |
| 12 | 7 april        | Säsongsavslutning blandat                                  | Styckmordet på Gabriel Kisch i Stockholm 1998 | 1 220 000     |

### Säsong 11
Sändes i SVT1 mellan 20 oktober och 22 december 2015.
| Nr | Sändningsdatum | Huvudfall/ämne                                        | Historiskt inslag                                 | Tittarsiffror |
| -- | -------------- | ----------------------------------------------------- | ------------------------------------------------- | ------------- |
| 1  | 20 oktober     | Morden på Lisa Holm 2015 och Ida Johansson 2015       | Fjärilsmordet 1957                                | 1 156 000     |
| 2  | 27 oktober     | Skolattacken i Trollhättan                            | -                                                 | 1 249 000     |
| 3  | 3 november     | Bankrån och knivman i Norrköping                      | Sabbatssabotören                                  | 1 194 000     |
| 4  | 10 november    | Balkongfallet i Södertälje. Mordet på Selma Dahl 1971 | -                                                 | 1 322 000     |
| 5  | 17 november    | Mordet på Albin Einarsen 2014                         | Grosshandlarmordet i Örebro 1923                  | 966 000       |
| 6  | 24 november    | Försvinnandet av Lars Abrahamsson 2002                | 1960-tal, polisen jagar fortkörare med helikopter | 1 304 000     |
| 7  | 1 december     | Trippelmordet i Uddevalla 2015                        | Mr. X                                             | 1 328 000     |
| 8  | 8 december     | Mordet på Ida Johansson 2015                          | Sandhamnsligan                                    | 1 126 000     |
| 9  | 15 december    | Mordet på Victor Hasselström 2009                     | Mordet på postkassörskan Clary i Älvsjö 1970      | 1 277 000     |
| 10 | 22 december    | Mordet på Anna Feldt 2015                             | Hötorgskravallerna 1965                           | 1 013 000     |

### Säsong 12
Sändes i SVT1 mellan 12 januari och 15 mars 2016.
| Nr | Sändningsdatum | Huvudfall/ämne                                             | Historiskt inslag                      | Tittarsiffror |
| -- | -------------- | ---------------------------------------------------------- | -------------------------------------- | ------------- |
| 1  | 12 januari     | Mordet på Lisa Holm 2015                                   | Tågrånet i Skåne 1907                  | 1 366 000     |
| 2  | 19 januari     | Arlandarånet 2002                                          | "Koffertmordet" i Huddinge 1962        | 1 395 000     |
| 3  | 26 januari     | Mordet på Bengt Bergman 2015                               | Mordet på Maria Vinkvist 1974          | 1 301 000     |
| 4  | 2 februari     | Mordet på Malte Johnsson 2006                              | Albert Pierrepoint                     | 1 461 000     |
| 5  | 9 februari     | Mordet på Malin Olsson 1994                                | Bastumordet i Överlida 1984            | 1 481 000     |
| 6  | 16 februari    | Olöst mord vid Ulriksdalsvägen/Kungshamravägen, Solna 1997 | Mordet på Erik Hanning 1975            | 1 404 000     |
| 7  | 23 februari    | Palmemordet och Christer Pettersson                        | Palmeutredningen 1991                  | 1 213 000     |
| 8  | 1 mars         | Mordet på Martin Adler 2006                                | "Bombmannen" Lars Tingström            | 1 115 000     |
| 9  | 8 mars         | Mordet på tvåbarnsmor i Upplands-Väsby 2015                | Sveriges första kvinnliga poliser 1958 | 1 258 000     |
| 10 | 15 mars        | "Bunkerläkaren"                                            | Sveriges första polispiketbuss         | 1 244 000     |

### Säsong 13
Sändes i SVT1 mellan 18 oktober och 20 december 2016.
| Nr | Sändningsdatum | Huvudfall/ämne                       | Historiskt inslag                                     | Tittarsiffror |
| -- | -------------- | ------------------------------------ | ----------------------------------------------------- | ------------- |
| 1  | 18 oktober     | Mordet på Göran Möller 2016          | Taximordet på Erik Bengtsson 1964                     | 1 387 000     |
| 2  | 25 oktober     | Mordet på Lotta Rudholm 2016         | Mordet på Hendrik Drost 1965                          | 1 347 000     |
| 3  | 1 november     | Dubbelmordet på Vårväderstorget 2015 | Dubbelmordet på Ulla Karlsson och Sven Lindqvist 1965 | 1 278 000     |
| 4  | 8 november     | Börje Sjöholm går i pension          | Sjöbotten i Stockholm för ett halvsekel sedan         | 1 299 000     |
| 5  | 15 november    | Mordet på Roger Svensson 2015        | Stenbergamannen                                       | 1 228 000     |
| 6  | 22 november    | Mordet på Madeleine Delbom 2016      | Försvinnandet av Viola Widegren 1948                  | 1 365 000     |
| 7  | 29 november    | Fallet Amanda Knox                   | Polisövervåld 1973                                    | 1 331 000     |
| 8  | 6 december     | Mordet på Jacob Tillman 1998         | Mordet på Axel Andersson 1966                         | 1 360 000     |
| 9  | 13 december    | Mordet på Sargonia Dankha 1995       | Raggare drabbar samman med polisen sommaren 1966      | 1 459 000     |
| 10 | 20 december    | Mordet på Eva Söderström 1987        | Massmordet på ångaren Prins Carl                      | 1 380 000     |

### Säsong 14
Sändes i SVT1 mellan 10 januari och 14 mars 2017.
| Nr | Sändningsdatum | Huvudfall/ämne                                    | Historiskt inslag              | Tittarsiffror |
| -- | -------------- | ------------------------------------------------- | ------------------------------ | ------------- |
| 1  | 10 januari     | Dödsskjutningen i Vallåkra 2015                   | Raggarbråken 1966              | 1 382 000     |
| 2  | 17 januari     | Mordet på Usko Uutinen 1994                       | Koffertmordet 1969             | 1 462 000     |
| 3  | 24 januari     | Försvinnandet av Bernt Olov "Lollo" Karlsson 2016 | Mordet på Leif Andersson 1968  | 1 400 000     |
| 4  | 31 januari     | Englas storasyster talar ut                       | Dubbelmordet i Röste 1954      | 1 101 000     |
| 5  | 7 februari     | Mordet på okänt flickbarn i Upplands-Bro 2002     | Gisslandramat i Hallsberg 1995 | 1 310 000     |
| 6  | 14 februari    | Mordet på Göran Möller 2016                       | Mordet på Berit Nilsson 1968   | 1 289 000     |
| 7  | 21 februari    | Dubbelmordet i Linköping 2004                     | Taximordet 1963                | 1 548 000     |
| 8  | 28 februari    | Palmemordet                                       | Polisutbildning 1970-talet     | 1 305 000     |
| 9  | 7 mars         | Landvetterrånet 2006                              | Sexmord 1960-talet             | 1 395 000     |
| 10 | 14 mars        | Mordet på Veronica Lin 2003                       | Haijbyaffären 1923             | 1 400 000     |

### Säsong 15
Sändes i SVT1 med början den 17 oktober 2017.
| Nr | Sändningsdatum | Huvudfall/ämne                                   | Historiskt inslag                                   | Tittarsiffror |
| -- | -------------- | ------------------------------------------------ | --------------------------------------------------- | ------------- |
| 1  | 17 oktober     | Mordet på Kim Wall 2017                          | Tumba-Tarzan                                        |               |
| 2  | 24 oktober     | Dubbelmordet i Mantorp 2017                      | Mörtnäsmorden 1932                                  |               |
| 3  | 31 oktober     | Mordet på Magnus Andersson i Idre 2016           | Mordet på polismannen Gunnar Carlsson i Bromma 1976 |               |
| 4  | 7 november     | Uppdatering av Arbogafallet                      | Brottsligheten i Sverige för femtio år sedan        |               |
| 5  | 14 november    | Brottsplatsundersökning av bil                   | Kravallerna i Göteborg 2001                         |               |
| 6  | 21 november    | Polisinsatsen under EU-toppmötet i Göteborg 2017 | Mordet på Signe Larsson 1913                        |               |
| 7  | 28 november    | Mordet på Alex Kaplan 2013                       | Skotten på länsstyrelsen i Gävle 1988               |               |
| 8  | 5 december     | Mordet på Tova Moberg 2017                       | Åsikter om polisen förr i tiden                     |               |
| 9  | 12 december    | Leif Östlings död i Bjästa                       | Lasermannen                                         |               |
| 10 | 19 december    | Terrordådet i Stockholm 2017                     | Mordet på Greta Eriksson i Uppsala 1940             |               |

### Säsong 16
Sändes i SVT1 med början den 9 januari 2018.
| Nr | Sändningsdatum | Huvudfall/ämne                                                    | Historiskt inslag                              | Tittarsiffror |
| -- | -------------- | ----------------------------------------------------------------- | ---------------------------------------------- | ------------- |
| 1  | 9 januari      | Gängkriget i Stockholm                                            | Sprängningen av Restaurang Fontainebleau 1982  |               |
| 2  | 16 januari     | Överfallet på Svenska Spels VD 2016                               | Fångupproret på Tidaholmsanstalten 1994        |               |
| 3  | 23 januari     | Mordet på en 60-årig kvinna i Ulricehamn 2017                     | Diskoteksskjutningen i Göteborg 1976           |               |
| 4  | 30 januari     | Åtalet rörande terrordådet i Stockholm 2017                       |                                                |               |
| 5  | 6 februari     | Gruppvåldtäkten i Fittja och dess rättsliga efterspel             | Mordet på Dragan Joksović på Solvalla 1998     |               |
| 6  | 13 februari    | Rättegången mot Rahmat Akilov                                     | Dahlsjöfallet 1965                             |               |
| 7  | 20 februari    | Reportage om Nationellt forensiskt centrum                        | Konstapel Lars Skans i Sigtuna på 1960-talet   |               |
| 8  | 27 februari    | Svea hovrätts dom i Arbogafallet                                  | Mordet på May Karlsson i Marstrand 1961        |               |
| 9  | 6 mars         | Förre chefen för Palmeutredningen Hans Ölvebro svarar på kritiken | Den adlige rånmördaren Leonard Gyllenpalm 1916 |               |
| 10 | 13 mars        | Rättegången mot Peter Madsen                                      |                                                |               |

### Säsong 17
Sänds i SVT1 med början den 10 januari 2019. Från och med denna säsong har Veckans brott en expertpanel bestående av Christoffer Carlsson, Johanna Björkman och John Franco.
| Nr | Sändningsdatum | Huvudfall/ämne | Historiskt inslag                                                             | Tittarsiffror |
| -- | -------------- | --- | ----------------------------------------------------------------------------- | ------------- |
| 1  | 10 januari     | Mordet på Magnus Natschki i december 2017 Bostadsinbrotten i Sverige                                                      | Stalkingfallet om Sjösalakvinnan Mona Wallén-Hjerpe som förföljde Evert Taube | 1 005 000     |
| 2  | 17 januari     | 8-åriga Yara mördades 2014 av Amani Madi och Rami Ashour Polisens jakt på inbrottstjuvar Stöldkuppen i Strängnäs domkyrka | Den brända kroppen i Steg 1986                                                | 691 000       |
| 3  | 24 januari     | Sexhandel på dejtingappen Tinder Nervgiftsattacken i Salisbury i mars 2018                                                | Ryssligan                                                                     | 824 000       |
| 4  | 31 januari     | Linus torterades av idrottsledaren Mordet på Therese Palmkvist 2016                                                       |                                                                               | 753 000       |
| 5  | 21 februari    | Mordet på Marzieh i Hökarängen 2016 Svensk man sände kuvert med vitt pulver till ministrar Polisens nya kroppskameror     | Polisen Jaan Norrby rånade en bank och ledde utredningen                      |               |
| 6  | 28 februari    | Att ha en gängkriminell i familjen Bara en av fyra dödsskjutningar klaras upp                                             | Utpressningen mot Ruben Rausing 1969                                          |               |
| 7  | 21 mars        | Det mördade spädbarnet i Brunna 2002 Den misstänkta gruppvåldtäkten i Fittja 2016 Bedragare som ringer upp äldre          | Dynamitarden Sölving Holmström                                                | 764 000       |
| 8  | 28 mars        | Polisens misstag i samband med ett knivmord i Högsbo 2018 Familjemordet i Bjärred 2018                                    | Kidnappningsförsöket av Peter Wallenberg 1993                                 | 700 000       |

### Säsong 18
Sänds i SVT1 med början den 31 oktober 2019.
| Nr | Sändningsdatum | Huvudfall/ämne | Historiskt inslag                                                  | Tittarsiffror |
| -- | -------------- | --- | ------------------------------------------------------------------ | ------------- |
| 1  | 31 oktober     | Kidnappningen av den norska miljardärshustrun Anne-Elisabeth Hagen Hemmagjorda bomber                                                                                                  | Styckmordet på Agnes Jonsson år 1945 – Sveriges första koffertmord |               |
| 2  | 7 november     | Jakten på Gert-Inge Bertinssons mördare Besök på Europol | Mordet på Magda Johansson år 1963 – det så kallade taggtrådsmordet |               |
| 3  | 14 november    | Mordet på Karolin Hakim i Malmö 2019 Mordet på 15-åringen i Malmö 2019 Danska polisens visiteringsmetoder                                                                              | Polisens utbildningsfilm från 1972                                 |               |
| 4  | 21 november    | Styckmordet på Marua Ajouz år 2002 Militärpolisen på övning Försvarsanställda assisterar polisen                                                                                       | Rånmordet på bankkamrer John Emil Ohmer i Gantofta år 1953         |               |
| 5  | 28 november    | Barbara Jarl mördade sin sambo med cyanid och dömdes till 18 års fängelse Rekordmånga personrån mot unga                                                                               | Lesbiska ligan i Stockholm år 1943                                 |               |
| 6  | 5 december     | Polisens värsta mardröm Brottsnätverket Black Axe | Kannibalen Bengt Hjalmarsson i Malmö år 1979                       |               |
| 7  | 12 december    | Knarkhandeln i Europa Mordet på 70-årige Gert-Inge Bertinsson i Markaryd Den friande domen mot Eskil Erlandsson                                                                        | Sveriges förste knarkkung – Karl Pauksch                           |               |
| 8  | 19 december    | "Ferrarimannen" Christoffer Henriksson inför rätta för mångmiljonbedrägerier Poliserna som spanar på Stockholms gängkriminella Inbrottet i ICA Nära på Skaftö påverkade hela samhället |                                                                    |               |

### Säsong 19
Sänds i SVT1 med början den 4 februari 2020.
| Nr | Sändningsdatum | Huvudfall/ämne | Tittarsiffror |
| -- | -------------- | --- | ------------- |
| 1  | 4 februari     | Debatt om gangstarap Rapparen Yasin misstänkt för mord |               |
| 2  | 11 februari    | Invandringen och gängvåldet i Sverige Bombdådet på Östermalm i Stockholm                                                                                  |               |
| 3  | 18 februari    | Palmeutredningen Internetbedrägerierna |               |
| 4  | 25 februari    | Palmeutredningen, åklagaren Krister Petersson och Skandiamannen De ökande ungdomsrånen                                                                    |               |
| 5  | 3 mars         | Stödet till efterlevande till dem som dödas i våldsdåd |               |
| 6  | 10 mars        | Internationella ligor stjäl bildelar i Sverige Den 13 mars 2020 faller domen mot Knutby-pastorerna Åsa Waldau, Peter Gembäck och Urban Fält               |               |
| 7  | 17 mars        | 20-årige Mohammed Ali Arrach, tidigare dömd för 78 brott, körde ihjäl en person i januari 2020. Den 24 mars 2020 faller domen. Rånen mot svenska ungdomar |               |
| 8  | 24 mars        | Hur påverkas kriminaliteten av Coronakrisen? Kan polisen säkra tryggheten om halva kåren sjukskrivs?                                                      |               |
| 9  | 31 mars        | Grannsamverkan på sociala medier I Gnosjö inrättas Sveriges första gated community                                                                        |               |

### Säsong 20
Sänds i SVT1 med början den 29 september 2020.
| Nr | Sändningsdatum | Huvudfall/ämne | Tittarsiffror |
| -- | -------------- | --- | ------------- |
| 1  | 29 september   | Dubbelmordet i Linköping 2004 |               |
| 2  | 6 oktober      | Gängkriminella tiger sig igenom rättegångar – och går fria |               |
| 3  | 13 oktober     | Skolan som brottsplats |               |
| 4  | 20 oktober     | Mordförsöket på advokaten Henrik Olsson Lilja i september 2019. Nu åtalas hans före detta hustru, jurist, för anstiftan. |               |
| 5  | 27 oktober     | Poliser som begår brott |               |
| 6  | 3 november     | Oskyldiga drabbas vid gänguppgörelser |               |
| 7  | 10 november    | Skylla på varandra – ett sätt att slippa straff? – Mordet på 70-årige Gert-Inge Bertinsson i Markaryd 2019 Två ukrainska män, Oleksandr Traiduk och Jaroslav Lavryniv, dömdes av tingsrätten till livstids fängelse, men friades senare av hovrätten |               |
| 8  | 17 november    | Pedofiler lockar till sig barn på TikTok. TikTok-"kändisen" Elias Afen dömd till fängelse |               |
| 9  | 24 november    | Ungdomar som misshandlas av sina partner. Kopplingen mellan pornografi och sexuellt våld. |               |
| 10 | 1 december     | NFC:s hemliga djupfrysta DNA-analyser |               |
| 11 | 8 december     | Sprängningarna i Kista och Husby i januari 2020. Rättegång mot 22-åring inledd. |               |
| 12 | 15 december    | Summering av krimåret 2020 |               |

### Säsong 21
Sänds i SVT1 med början den 23 februari 2021.
| Nr | Sändningsdatum | Huvudfall/ämne | Tittarsiffror |
| -- | -------------- | --- | ------------- |
| 1  | 23 februari    | "Operation Costa" – om polisens infiltratörer |               |
| 2  | 2 mars         | Ungdomar blir förnedringsrånade i utsatta områden, men de vågar inte vittna i rättegång. |               |
| 3  | 9 mars         | 19-årige Mikolaj Kowalew rymde från sluten rättspsykiatrisk vård och mördade en 45-årig familjefar i Rissne i januari 2021.                                                                            |               |
| 4  | 16 mars        | Unga som begår grova brott |               |
| 5  | 23 mars        | Trettio medlemmar av utländsk härkomst i Vårbynätverket inför rätta. Rapparen Yasin åtalad för stämpling till människorov av rapparen Einár.                                                           |               |
| 6  | 30 mars        | Kriminella tjejer |               |
| 7  | 6 april        | De kriminella nätverkens penningtvätt |               |
| 8  | 13 april       | Styr polisen medvetet vilken information som ska komma allmänheten till del? |               |
| 9  | 20 april       | Balkongfallet: Bobel Barqasho kastade 2013 ner sin hustru Sofia från en balkong och dömdes senare till 14 års fängelse för mordförsök.                                                                 |               |
| 10 | 27 april       | Polisbristen i glesbefolkade områden |               |
| 11 | 4 maj          | Advokater, som försvarar gängkriminella, tummar på reglerna och saltar räkningarna. Advokaterna Ekrem Güngör ("Kungen") och Amir Amdouni ("Prinsen") har läckt hemlig information till Vårbynätverket. |               |
| 12 | 11 maj         | Sexbrott och förtal – Metoos rättsliga bokslut |               |